# Мейлдом
Мейлдом (англ. MaleDom от male ‘мужчина’ и domination ‘доминирование’) — термин, указывающий на ролевую модель в контексте БДСМ-отношений, при которой мужчина выполняет доминирующую роль, а его партнёр или партнёрша — подчинённую. Является противоположностью термину «фемдом» (female dominance), где женщина занимает доминирующее положение.
В таких отношениях доминирующий партнёр контролирует взаимодействие, что может включать физический, психологический или сексуальный контроль. Однако все действия происходят по обоюдному согласию и в соответствии с установленными правилами и границами.
Основные аспекты мейлдома:
- Взаимодействие строится на согласии всех участников.
- Применяются как мягкие, так и более жёсткие формы доминирования в зависимости от договорённостей.
- Как и во всех БДСМ-практиках, учитываются доверие и соблюдение установленных правил (например, прекращение БДСМ-сессии при использовании стоп-слов).